# Li Yi (calciatore)
Li Yi (李毅S, Lǐ YìP; Bengbu, 20 giugno 1979) è un allenatore di calcio, dirigente sportivo ed ex calciatore cinese, di ruolo attaccante.

## Palmarès

### Club

#### Competizioni nazionali
- Campionato cinese: 1

Shenzhen Kingway: 2004